# 作間一介
作間 一介（さくま いちすけ、1846年（弘化3年1月）- 1884年（明治17年）9月20日）は、幕末の長州藩士、明治期の官僚・政治家。元老院議官。諱・正臣。旧名・直養、正之助。号・介堂、蕭生。

## 経歴
長州藩士・作間直守の長男として生まれる。
明治維新後、新政府に出仕し、慶応4年5月18日（1868年7月7日）御雇・行政官史官試補となる。以後、京都府御用掛、徴士・議政官史補、太政官権大史、少史、少外史、権大外史・記録課副課長、兼印刷局副長、少史、太政官権大書記官・調査局専務、征討費総理事務局御用掛、会計部勤務、内閣権大書記官、同大書記官、詮考委員などを歴任。
1884年9月19日、元老院議官に任じられたが、翌日に病で死去した。墓所は青山霊園(1イ6-7)。

## 栄典
- 1874年（明治7年）2月18日 - 正六位[4]
- 1884年（明治17年）9月19日 - 従四位[5]